# Microdynerus nugdunensis
Microdynerus nugdunensis är en stekelart som först beskrevs av Henri Saussure 1856.  Microdynerus nugdunensis ingår i släktet Microdynerus och familjen Eumenidae. Utöver nominatformen finns också underarten M. n. sicelis.